# Héliport d'Ittoqqortoormiit
L'héliport d'Ittoqqortoormiit (code IATA : OBY • code OACI : BGSC) est un héliport à Illoqortormiut, un village dans la municipalité de Sermersooq, dans l'est du Groenland.

## Situation

### Carte des aéroports du Groenland
| \| 50 km1:7 213 000 \| Aasiaat · Paamiut · Nerlerit Inaat Ittoqqortoormiit Nuuk · Narsarsuaq Ilulissat · Upernavik Qaanaaq Kangerlussuaq · Maniitsoq Sisimiut Thulé Kulusuk |
| 50 km1:7 213 000 |

## Compagnies aériennes et destinations
| Compagnies    | Destinations   |
| ------------- | -------------- |
| Air Greenland | Nerlerit Inaat |